# Sao Tomé-et-Principe aux Jeux olympiques d'été de 2012
Sao Tomé-et-Principe participe aux Jeux olympiques d'été de 2012 à Londres au Royaume-Uni du 27 juillet au 12 août 2012. Il s'agit de sa 5e participation à des Jeux d'été.
Sao Tomé-et-Principe fait partie des pays qui ne remportent pas de médaille au cours de ces Jeux olympiques. Parmi les deux sportifs engagés, aucun ne termine dans les dix premiers de sa discipline. Christopher Lima da Costa est éliminé lors des séries du 100 m masculin en battant son record personnel avec un chrono de 11 secondes 56 et termine au 27e rang. Lecabela Quaresma, le porte-drapeau du pays, a elle participé à l'épreuve du 100 m haies féminin où elle termine 42e en effectuant sa meilleure performance de la saison.

## Cérémonies d'ouverture et de clôture
Sao Tomé-et-Principe est la 160e délégation, après Saint-Marin et avant l'Arabie saoudite, à entrer dans le stade olympique de Londres au cours du défilé des nations durant la cérémonie d'ouverture. Le porte-drapeau du pays est l'athlète Lecabela Quaresma, qui succède dans cette fonction à l’athlète Celma Soares.
Lors de la cérémonie de clôture, le 12 août, les athlètes défilent mélangés et sont menés par les porte-drapeaux de toutes les nations participantes. L'athlète Lecabela Quaresma porte le drapeau de Sao Tomé également lors de la cérémonie de clôture.

## Athlétisme
Sao Tomé-et-Principe aligne deux représentants lors des épreuves d'athlétisme à ces Jeux olympiques, un homme et une femme. Il s'agit du sprinteur Christopher Lima da Costa et de Lecabela Quaresma sur 100 mètres haies. Le sprinteur de 25 ans participe à ses premiers Jeux olympiques. La deuxième athlète de cette discipline est Lecabela Quaresma, qui participe au 100 mètres haies féminin. Âgée de 22 ans. Elle participe aussi à sa première olympiade.

### Résultats
Christopher Lima da Costa (en) termine dernier de la première série avec un chrono de 11 secondes 56 et un temps de réaction de 0,195 seconde. Il bat par la même occasion son record personnel qui était jusque-là de 11 secondes 61.
Lecabela Quaresma court dans la deuxième série du 100 mètres haies féminin. Elle termine à la sixième et dernière place avec un chrono de 14 seconde 54 et un temps de réaction de 0,165 seconde. Avec un vent positif de 0,1 m/s, elle réalise sa meilleure performance de l'année.
| Athlète                        | Épreuve    | Séries     | Séries |
| Athlète                        | Épreuve    | Résultat   | Rang   |
| ------------------------------ | ---------- | ---------- | ------ |
| Christopher Lima da Costa (en) | 100 mètres | 11.56 (PB) | 27e    |

| Athlète           | Épreuve          | Séries     | Séries |
| Athlète           | Épreuve          | Résultat   | Rang   |
| ----------------- | ---------------- | ---------- | ------ |
| Lecabela Quaresma | 100 mètres haies | 14.54 (SP) | 42e    |

## Aspects extra-sportifs

### Diffusion des Jeux à Sao Tomé-et-Principe
Aucune chaîne de télévision locale ne diffuse les Jeux. Le public ne peut suivre les compétitions que sur internet.